# هارولد لويد ميرفي
هارولد لويد ميرفي (بالإنجليزية: Harold Lloyd Murphy)‏ هو قاضي ومحامي وسياسي أمريكي، ولد في 31 مارس 1927 في مقاطعة هارالسون في الولايات المتحدة. انتخب عضو مجلس نواب جورجيا.